# Fishleg
Kapetan Fishleg je izmišljeni lik iz stripa Zagor. On je kapetan Golden Baby, broda za lov na kitove.

## Biografija lika
Fishlegovo pravo ime je Charles Humbold a nadimak Fishleg (eng. "Riblja noga") je dobio zbog umjetne noge od kitove kosti koju nosi na mjestu izgubljene desne. Fishleg je bio kapetan jednog kitolovca sve dok mu jedan kit nije potopio brod. 

### Prvi susret sa Zagorom
Kako mu više ni jedan brodovlasnik nije htio povjeriti brod, Fishleg je skupio sav svoj novac i otvorio gostionicu na obali jezera Erie. Poslovi su mu dobro išli ali on je čuo priču o kitu u jezeru te je prodao gostionicu, kupio stari brodić i pošao u lov. Putem je spasio Zagora i Chica koji su bili žrtve kita koji im je prevrnuo čamac. Sljedeće noći su susreli kita ali on je s lakoćom prevrnuo i potopio Fishlegov brod. Iz brodoloma su se spasili samo Fishleg, Zagor i Chico te otplivali do obližnjeg otoka s kojeg su ujutro vidjeli "kita" i sa zaprepaštenjem otkrili da je to podmornica profesora Hellingena, starog Zagorova neprijatelja, koji je pomoću nje popravljao Titana, divovskog robota kojeg je izradio i koji je Zagorovom zaslugom završio na dnu jezera. Hellingenovi ljudi su zarobili Zagora, Chica i Fishlega te je Hellingen drogirao Zagora kako bi mu ovaj pomogao popraviti Titana. No Zagor se uspio othrvati utjecaju droge i uništiti i Titana i podmornicu. Kada je Hellingen pokušao ubiti Zagora, Fishleg ga je pogodio harpunom te su oni pobjegli dok je Hellingenov laboratorij eksplodirao. Tada su Indijanci iz okolice, iz zahvalnosti što je "kit" uništen, dali Fishlegu vreću zlata.

### Sukob s Vikinzima
Fishleg je nakon toga na kredit kupio brod Golden Baby kako bi se vratio starom poslu i nastanio se u ribarskom gradu Port Whale na sjeveroistočnoj obali SAD-a. No neki su kitolovci, koji su pošli u lov u daleko, neistraženo sjeverno područje, nestali, i Fishleg je organizirao spailačku ekspediciju. S njime su pošli i Zagor i Chico te je otkriveno da su posade nestalih brodova bile žrtve Vikinga koji žive u tom području i čiji su se predci naselili zaljev St. Lawrence 700 godina ranije. Fishleg i Zagor su uz pomoć Indijanaca Naskapa oslobodili zarobljenu posadu a Vikinzi su se preselili na Floridu kako bi ondje lakše obrađivali zemlju.

### Lov na blago
Tijekom sljedećeg lova na kitove, Golden Baby je upala u oluju, bila oštećena i Fishleg je radi popravka broda bio prisiljen potrošiti dio novca koji je bio namijenjen za isplaćivanje njegovih ljudi. Ne mogavši dobiti kredit u bankama Fishleg je već htio rapustiti posadu kada mu je čovjek po imenu William Loderer ponudio 25.000 dolara radi ekspedicije u Karipsko more, navodno kako bi s jednog potonulog broda izvukao tijelo svog djeda i smjestio ga u obiteljsku grobnicu. Fishleg je pristao te od njega primio predujam od 5.000 dolara te su otplovili na Haiti. 
U luci Port-au-Prince su susreli Zagora i Chica te je Zagor otkrio da je Loderer zapravo Digging Bill, smušeni tragač za blagom, koji je zapravo u potrazi za potonulim španjolskim galijunom Esmeralda koji je početkom 16. stoljeća trebao u Španjolsku prevesti zlato oteto od naroda Inka. Brod su putem napali i potopili pirati Jeana Malota, tzv. kapetana Zmije, a novac za predujam koji je Bill dao Fishlegu je zapravo bio lažan. Digging Bill je tada Fishlegu predložio da će s njim i njegovom posadom podijeliti blago na jednake dijelove nakon što ga pronađu što je Fishleg prihvatio. 
Te noći, ljudi trgovca Hammada su oteli Billa kako bi se dokopali karte do blaga ali Zagor ih je slijedio, oslobodio Billa, i zarobio Hammada, kojega su poveli na brod. Sljedeće jutro su isplovili i krenuli uz sjevernu obalu Haitija. Putem je karta u nesretnom slučaju uništena ali uz pomoć fakira Ramatha, pronašli su mjesto potonuća Esmeralde. Nakon tri dana ronjena, na dnu oceana su pronašli i samu olupinu Esmeralde i Zagor se u ronilačkom odijelu spustio u potonuli brod da bi izvukao sanduke s blagom. Uspjeli su izvući jedan sanduk, ali je Esmeralda, koja se nalazila na rubu provalije, skliznula i nestala u ponoru.
Upravo kada su spustili sanduk na palubu, iza jednog grebena se pojavio stari galijun, ističući Jolly Rogera, crnu piratsku zastavu. Nepoznati brod je otvorio topovsku paljbu na Golden Baby, slomivši joj jedan jarbol. Napadači su se prekrcali na Golden Baby, a njihov vođa se predstavio kao Jean Malot, potomak kapetana Zmije koji je potopio Esmeraldu 300 godina ranije. Naime, prvi kapetan Zmija nikada nije nije odustao od toga da pronađe potonulo blago i na samrti je natjerao svoje potomke da se zakunu da će i oni učiniti isto. I usprkos svim promjenama na Karibima tijekom stoljeća, nitko nije otkrio piratsko utočište na otoku Pequena Tortuga uz sjevernu obalu Hispaniole.
Pirati su prekrcali sanduk s blagom na svoj brod i prisilili Golden Baby da ih slijedi do njihovog otoka.